# Давидова династия
Давидовата династия (на иврит: מלכות בית דוד) е древна еврейска династия, създадена около 1000 година пр. Хр. от цар Давид и управлявала Давидовото царство, след неговото разделяне – Юдейското, а по-късно и Израилското царство. След тяхното унищожаване представители на рода продължават да играят активна роля в еврейската общност, като последният от тях е Зоровавел, персийски управител в Юдея. 